# Adolf Hartmut Gärtner
Adolf Hartmut Gärtner (geboren am 3. Juni 1916 in Brașov, Fürstentum Siebenbürgen; gestorben am 9. Februar 2017 in München) war ein deutscher Musiklehrer und Chorleiter.

## Leben
Adolf Hartmut Gärtner wuchs in Kronstadt (rumänisch: Brașov) auf und wurde früh von seiner Mutter am Klavier unterrichtet. Nach dem Besuch des Honterusgymnasium wurde er Schüler bei Victor Bickerich, der ihn am Klavier und auf der Orgel unterrichtete. Er studierte an der Berliner Musikhochschule, das er mit Staatsexamen für das höhere Lehramt sowie für Organisten und Chorleiter abschloss. In dieser Zeit wirkte er im Collegium musicum sowie im Heinrich-Schütz-Kreis mit. Im Jahr 1939 ging er zurück nach Siebenbürgen, wo er Militärdienst leistete und ab 1941 als Musikprofessor am Landeskirchenseminar in Hermannstadt tätig war und die am Schäßburger Lehrerinnenseminar tätige Musikprofessorin Erika Ballmann heiratete. Er wurde Musikdirektor des Musikvereins „Hermania“ sowie Dirigent des Hermannstädter Männergesangsvereins.
Im Jahr 1944 war er als Dolmetscher bei einem Lehrgang für Offiziere der rumänischen Armee im Deutschen Reich tätig, als Rumänien nach der Operation Jassy-Kischinew im August des Jahres die Seiten wechselte; Adolf Hartmut Gärtner blieb darauf in München, wo er im Jahr 1945 Organist an der Paul-Gerhardt-Kirche wurde. Nach der Kriegsgefangenschaft war er ab 1949 als Musiklehrer am Theresien-Gymnasium München und ab 1950 zudem als Seminarleiter tätig. Er leitete ab dem 3. September 1945 den Paul-Gerhardt-Chor und das Münchener Oratorienorchester. Im Jahr 1978 trat er als Studiendirektor in den Ruhestand, am 26. Oktober 1986 gab er sein Abschiedskonzert als Leiter des Paul-Gerhardt-Chors.
Sein umfangreicher Nachlass mit Büchern, Ton-, Bild- und Schriftenmaterialien wird im Archiv des Siebenbürgen-Instituts aufbewahrt.

## Ehrungen
- Kirchenmusikdirektor des Evangelischen Landeskirchenrats (1980)[3]
- München leuchtet (1986)[3]
- Goldene Ehrennadel des Bayerischen Philologenverbandes (1996)[3]
- Siebenbürgisch-Sächsischen Kulturpreises (2005)[2]

## Werke
- Victor Bickerich (1895–1964). Kirchenmusiker und Musikpädagoge in Siebenbürgen, Verlag Südostdeutsches Kulturwerk 1997
- Nichtalltägliches aus neun Jahrzehnten, München 2008, Privatdruck
- Nichtalltägliches aus neuneinhalb Jahrzehnten, München 2012, Privatdruck
- Nichtalltägliches aus fast hundert Jahren, München 2015, Privatdruck